# Fundulus notatus
Fundulus notatus är en fiskart som först beskrevs av Rafinesque 1820.  Fundulus notatus ingår i släktet Fundulus och familjen Fundulidae. IUCN kategoriserar arten globalt som livskraftig. Inga underarter finns listade i Catalogue of Life.